# Entroque
Un entroque (ou encrine) est le nom donné par les paléontologues à des restes de tiges de crinoïde fossilisés.

## Description
Les entroques correspondent aux segments (appelés « articles » ou « encrines ») constituant la structure de la tige et des bras des crinoïdes, quand ils sont retrouvés dispersés après la mort et la fossilisation de l'animal. Celles-ci étant normalement tenues ensemble par des tissus mous, leur assemblage se défait généralement lors de la putréfaction. Comme ce sont des structures très minéralisées et solides, les entroques laissent des fossiles remarquablement bien préservés, parfois très abondants, et donc extrêmement instructifs pour la biostratigraphie.
Les entroques sont circulaires ou pentagonaux et présentent un vide central (parfois divisé en une structure complexe) : ils font facilement penser vus du haut à de petits écrous ou de petites étoiles à 5 branches. En vue transversale, ils évoquent plutôt une sorte d'empilement régulier, parfois parcouru d'un réseau géométrique.
Le « calcaire à entroques » est également une sorte de calcaire saturé par ces restes, que l'on peut par exemple trouver en Bourgogne et notamment à la Roche de Solutré.

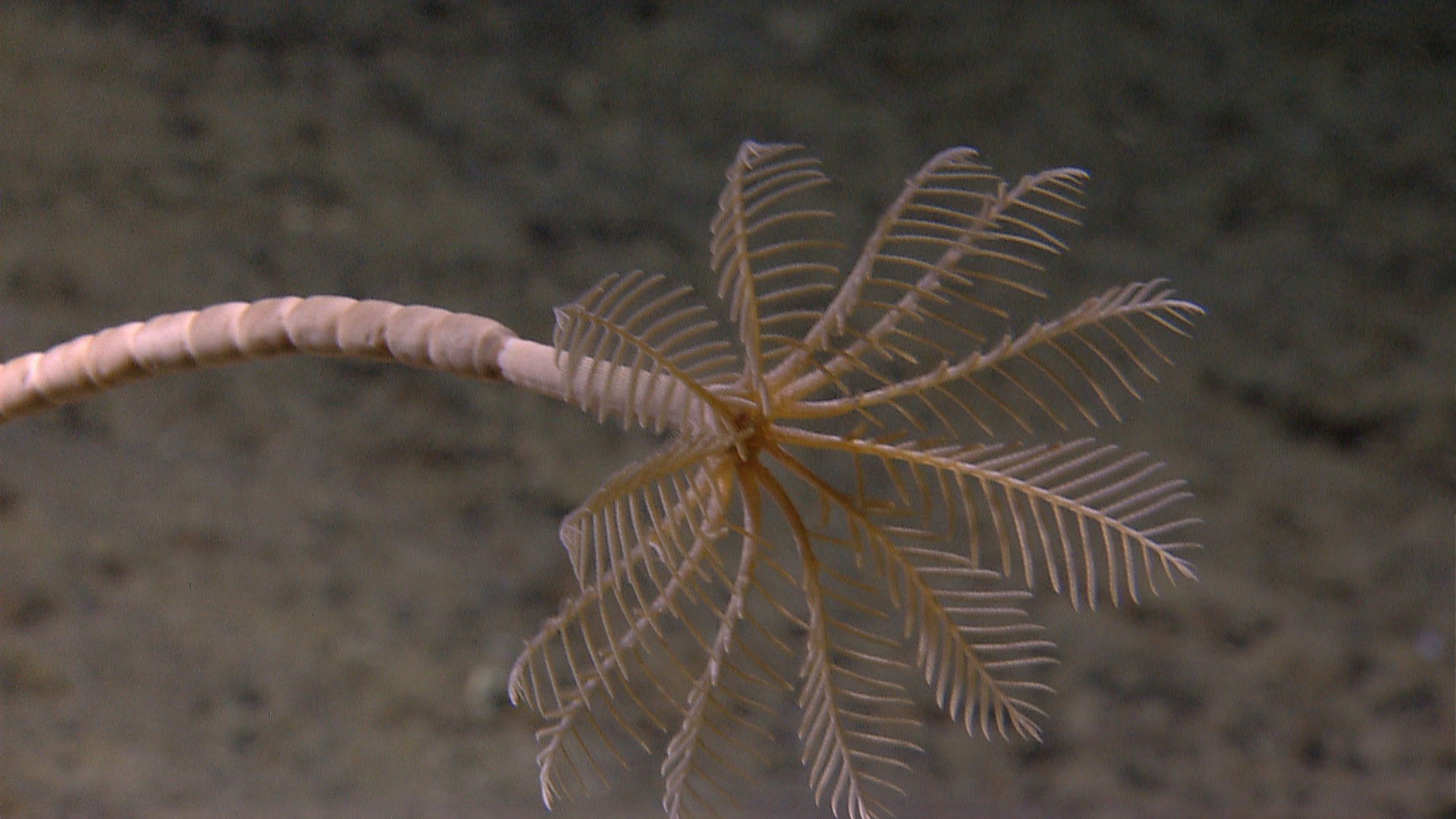
Crinoïde fixe contemporaine dans les abysses. Les articles de la tige sont bien visibles.
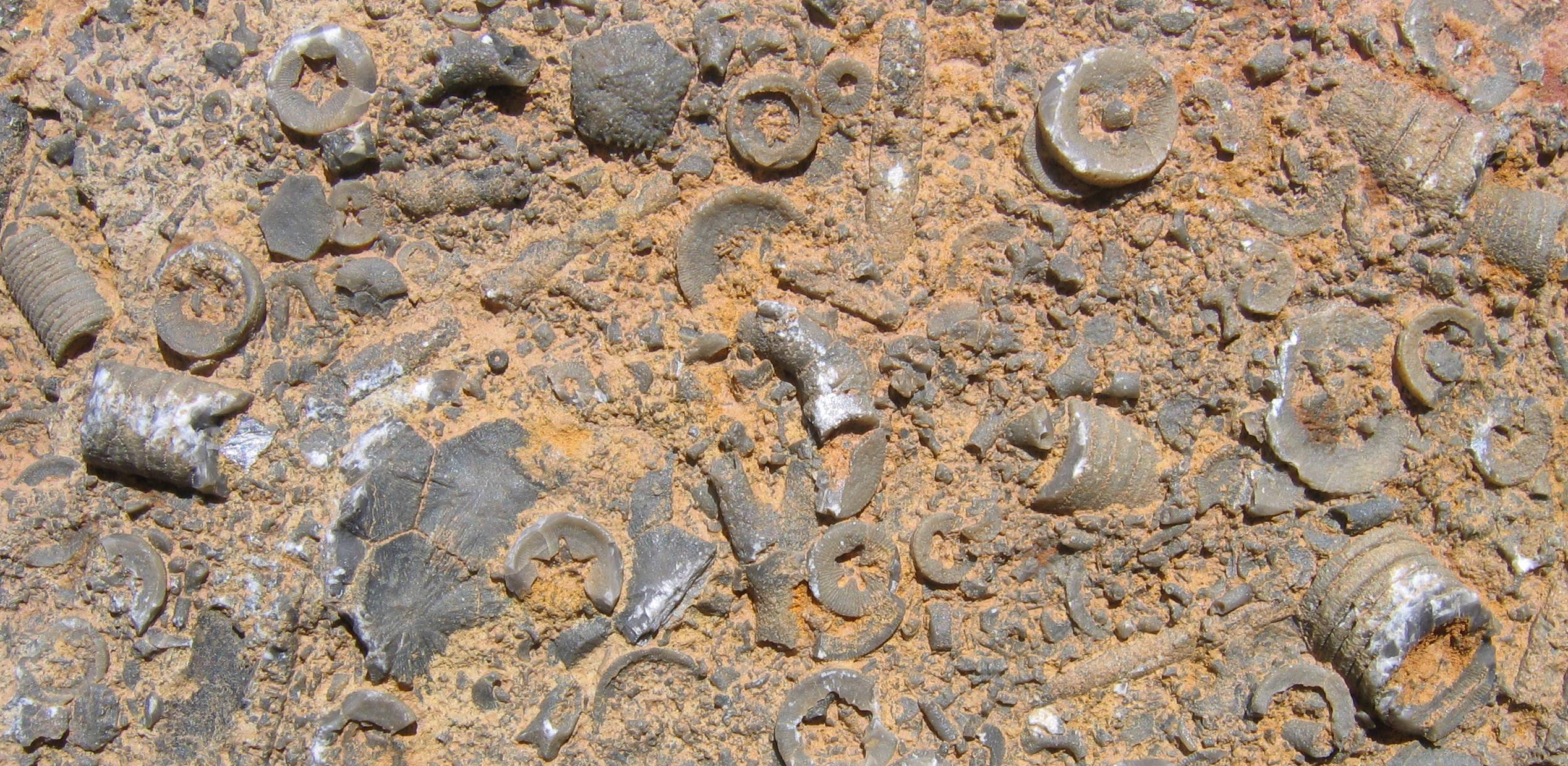
Calcaire à entroques.
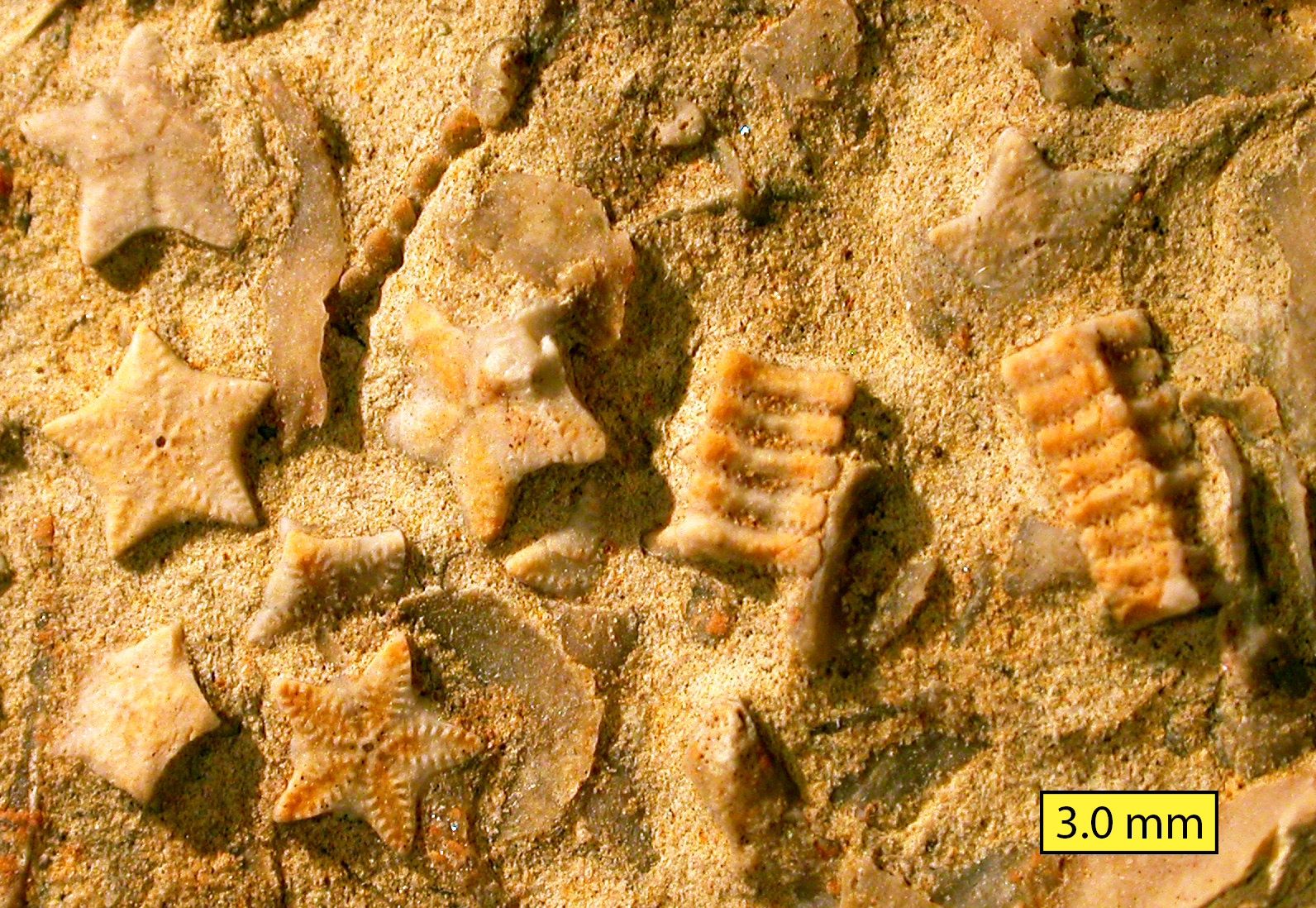
Entroques d'Isocrinus nicoleti (Jurassique médian). La symétrie pentaradiale est bien visible.
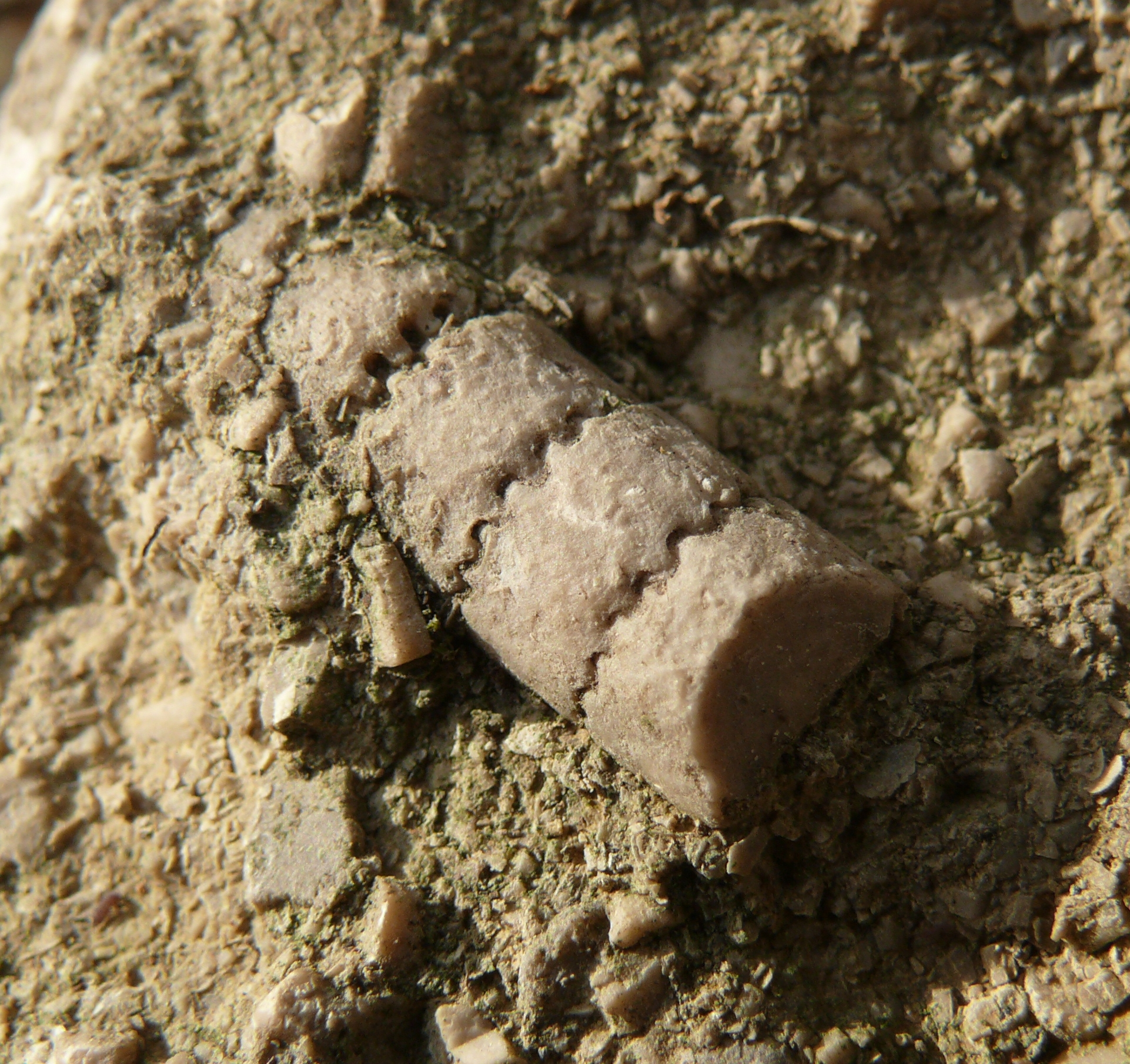
Tige d'Encrinus liliiformis encore emboîtée.
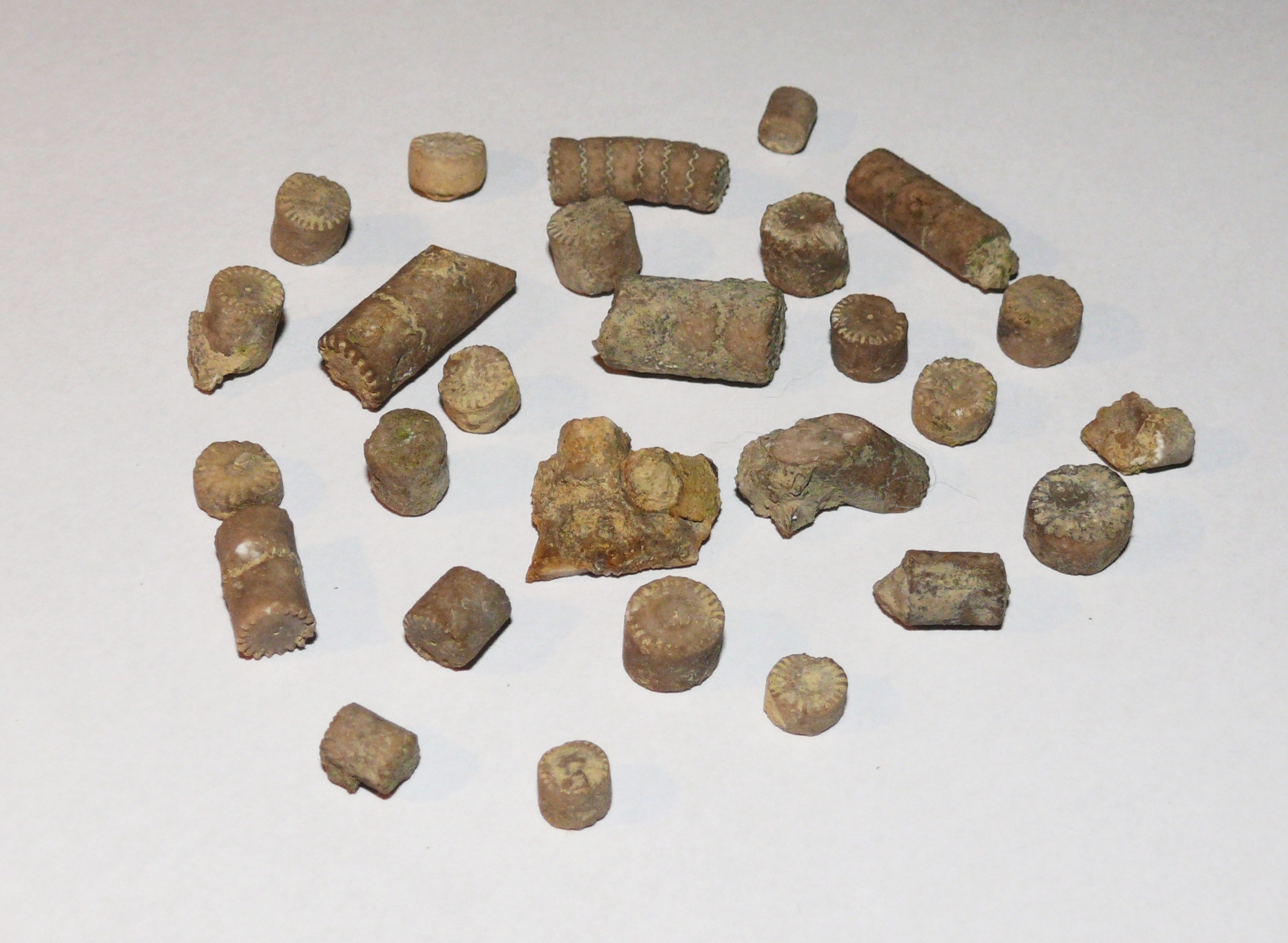
Articles d'Encrinus liliiformis.